# Marema
Marema es un municipio brasileño del estado de Santa Catarina. Tiene una población estimada al 2022 de 2 184 habitantes. El municipio pertenece a la Región metropolitana de Chapecó.

## Toponimia
Marema es una corrupción de "marrecas", en portugués cercetas.

## Historia
La localidad fue establecida por gauchos descendiente de inmigrantes italianos en 1940. El municipio se creó el 11 de junio de 1988, separándose de Xaxim.